# Markowa (Zawoja)
Markowa – przysiółek wsi Zawoja, w Polsce, położony w województwie małopolskim, w powiecie suskim, w gminie Zawoja, w południowej części wsi, u podnóża Babiej Góry, w dolinie potoku Marków Potok.
W latach 1975–1998 przysiółek administracyjnie należał do województwa bielskiego.

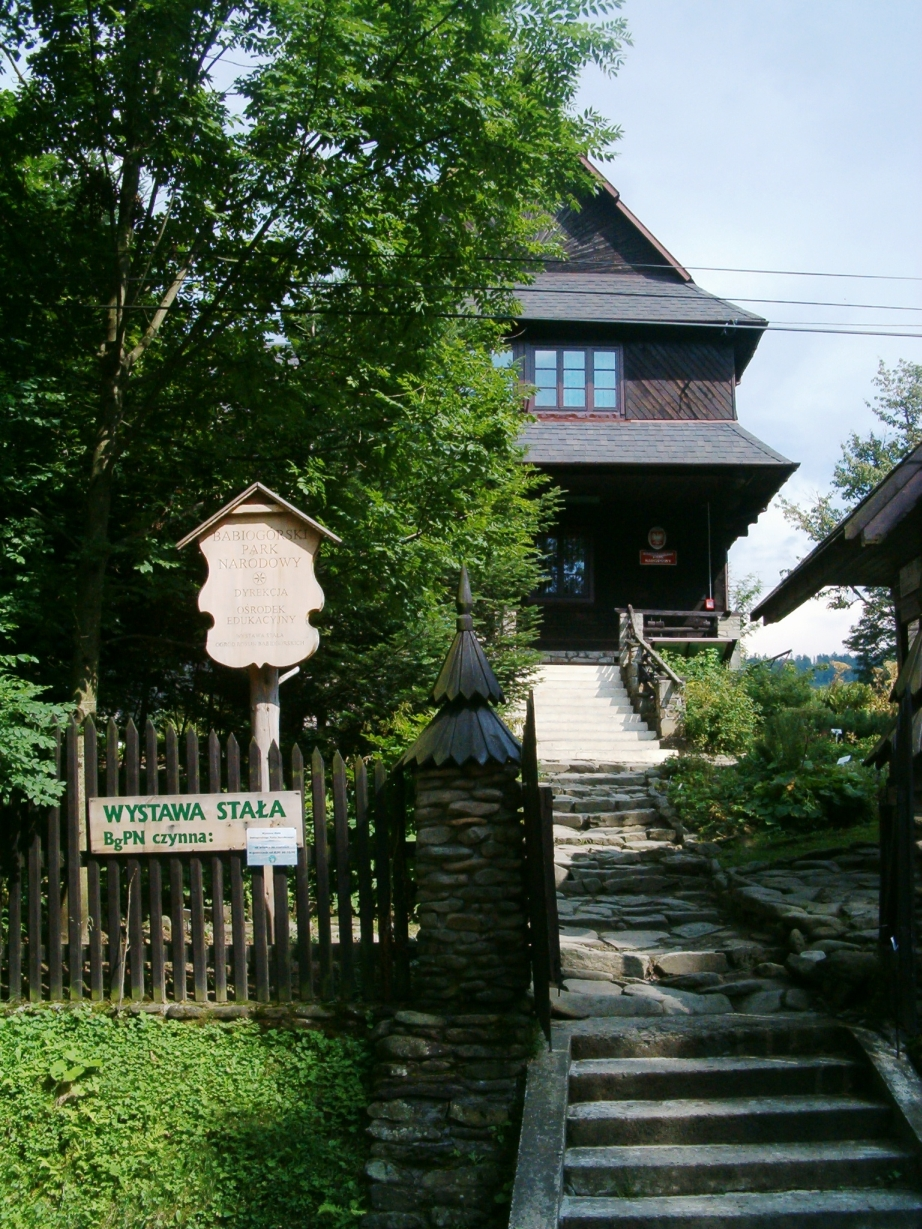
Zawoja-Markowa: Ośrodek Edukacyjny Babiogórskiego Parku Narodowego

Mieści się tu dyrekcja Babiogórskiego Parku Narodowego, a także ośrodek edukacyjny parku.
Interesującym obiektem w Markowej jest skansen im. Józefa Żaka, prezentujący tradycyjne drewniane budownictwo Babiogórców. Tworzą go kapliczka, kuźnia i trzy budynki z XIX i początku XX wieku. Jedna z tych chałup jest kurna, czyli bez komina. Wewnątrz budynków oryginalne wyposażenie, a także ekspozycje etnograficzne i wystawy związane z historią babiogórskiej turystyki.
Szlaki turystyczne
 – do Zawoi-Czatoży – 30 min
 – na Przełęcz Lipnicką przez Zawoję-Policzne – 3:00 godz.
 –  do Schroniska PTTK na Markowych Szczawinach – 1:30 godz.
Przez Markową przebiegają również niektóre ścieżki edukacyjne Babiogórskiego Parku Narodowego.